# Toon van Els

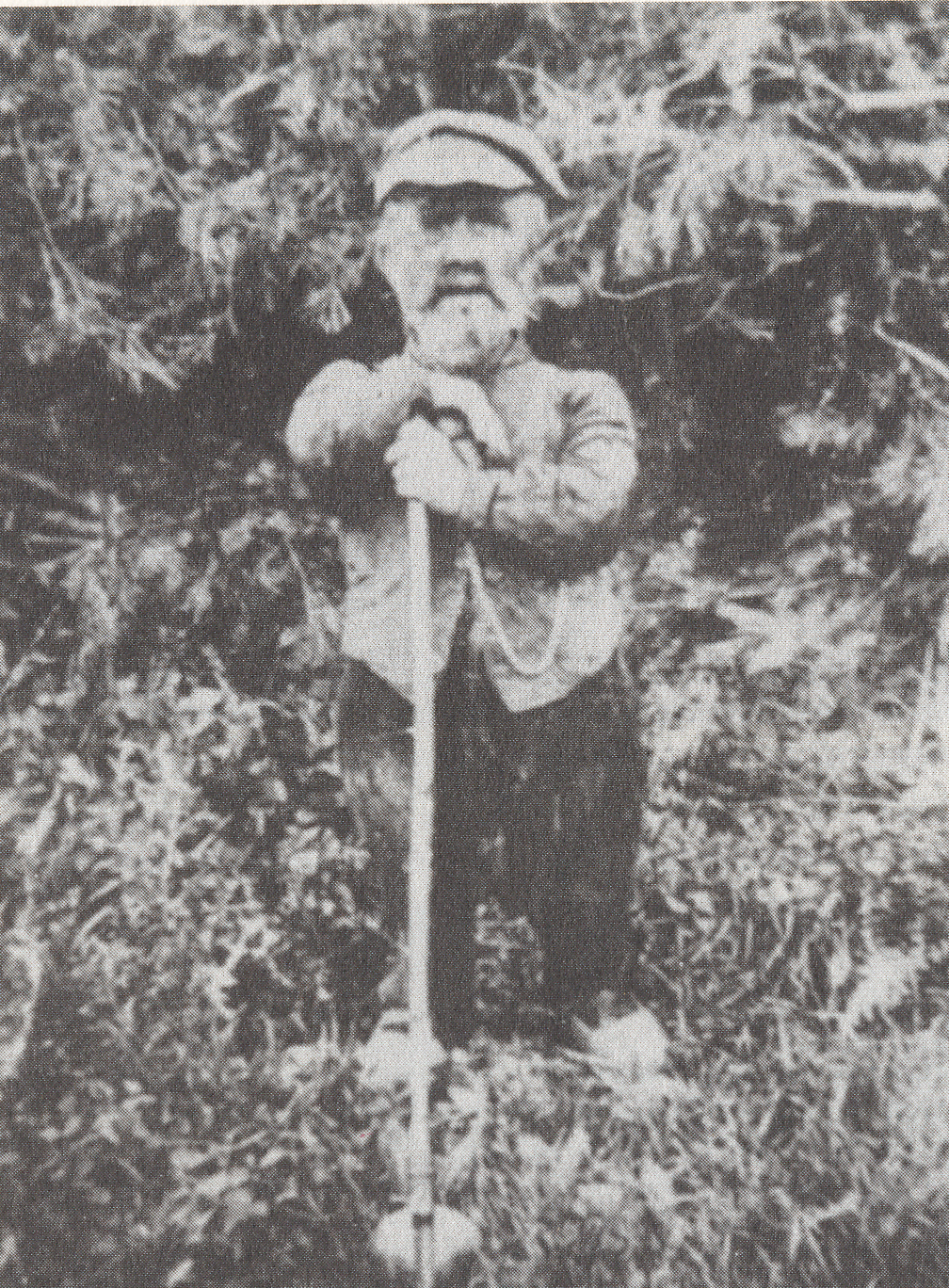
Toon van Els die ook wel bekendstond als Toon d'n Dwerg

Antoon ('Toontje') van Els (Sint Anthonis, 8 juli 1865 - Weert, 26 januari 1922), bijgenaamd Tontje d'n Dwerg, was een bekende zwerver die door Noord-Limburg en Oostelijk Noord-Brabant zwierf.
Hij was de zoon van Johannes van Els en Anna Maria van den Elzen (gestorven 1886), beiden dagloners.
Toontje van Els was een zwerver, die zich als schaapherder bij de boeren verhuurde. Hij had een lange baard, een verweerd gezicht en met een paar heldere ogen. Hij had een fiere houding en een krachtige stem. Hij was zo klein, dat hij amper over de duwstang van de kinderwagen kon kijken, die hij van een echtpaar had gekregen dat  "uit de kleine kinderen was" en waarin hij zijn hele hebben-en-houden vervoerde. Toontje had in zijn jeugd een opgewekt karakter met veel gevoel voor humor, later werd hij meer in zichzelf gekeerd.
Rond 1900 was het gedaan met het schapen houden op de Peel en dus ook met Toon zijn vak. Toon begon te zwerven, eerst om werk te zoeken, later omdat het niet anders was.
Hij trok langs en door de Peel en verbleef ook geruime tijd in Westerbeek. Volgens de overlevering werd hij gesignaleerd van Asten tot Wanroij en van Vierlingsbeek tot Someren. Een vast adres had hij niet, maar hij was hier en daar wel welkom. In de winter sliep hij vaak in een schaapskooi of plaggenhut en in de zomer gewoon onder de blote hemel. Hij duwde een oude kinderwagen voor zich uit met zijn ‘huisraad’. Toon vereenzaamde en vervreemdde van de mensen. Men dreef de spot met hem. Als hij werd uitgejouwd, gooide hij met zand en stenen.
Niet iedere winter had Toontje onderdak voor langere tijd. Soms bivakkeerde hij in de wintermaanden ondanks de kou toch buiten. Zo ontstond in 1917 het gerucht dat Toontje in de buurt van de Plasmolen was doodgevroren. Toen hij in het voorjaar bij een boerderij kwam in Milsbeek, waar hij ook weleens overnachtte, zei de boerin tegen hem: "Maar Toontje, ik heb horen vertellen dat je was doodgevroren bij de Plasmolen." Toontje antwoordde: "Ja, mar 't hé gedojt!" (Ja, maar het heeft gedooid!).
Hij overleed in het St.-Jansgasthuis in Weert, nadat iemand hem half dood in de berm van de weg had gevonden.

## Na zijn dood
Na zijn dood begonnen de herinneringen aan Toon van Els zich te ontwikkelen tot een legende, bijna een cultfiguur. Al snel na zijn dood verschenen enkele artikelen over hem in kranten, en hij bleef in de herinnering en verhalen van mensen in de streek bewaard. 
Vierenzestig jaar na zijn dood, in mei 1986, ontstond het plan om hem in Oploo te eren met een standbeeld. Het standbeeld kwam er. Het bronzen beeld werd gemaakt door Harrie Willems uit Sint Anthonis en het werd vlak bij de watermolen in Oploo geplaatst.
In 1992 voerde toneelvereniging Doekmaroploo een aantal malen het stuk Toon d’n Dwerg op. De voorstelling trok veel bezoekers. Ook bestaat er een lied over hem (Tontje dun dwèèrg door OEF).
In 2015 studeerde Ruud Verstraten af aan de Universiteit van Amsterdam op Toon van Els en de legendevorming rond diens persoon.